# Maria Vigeland

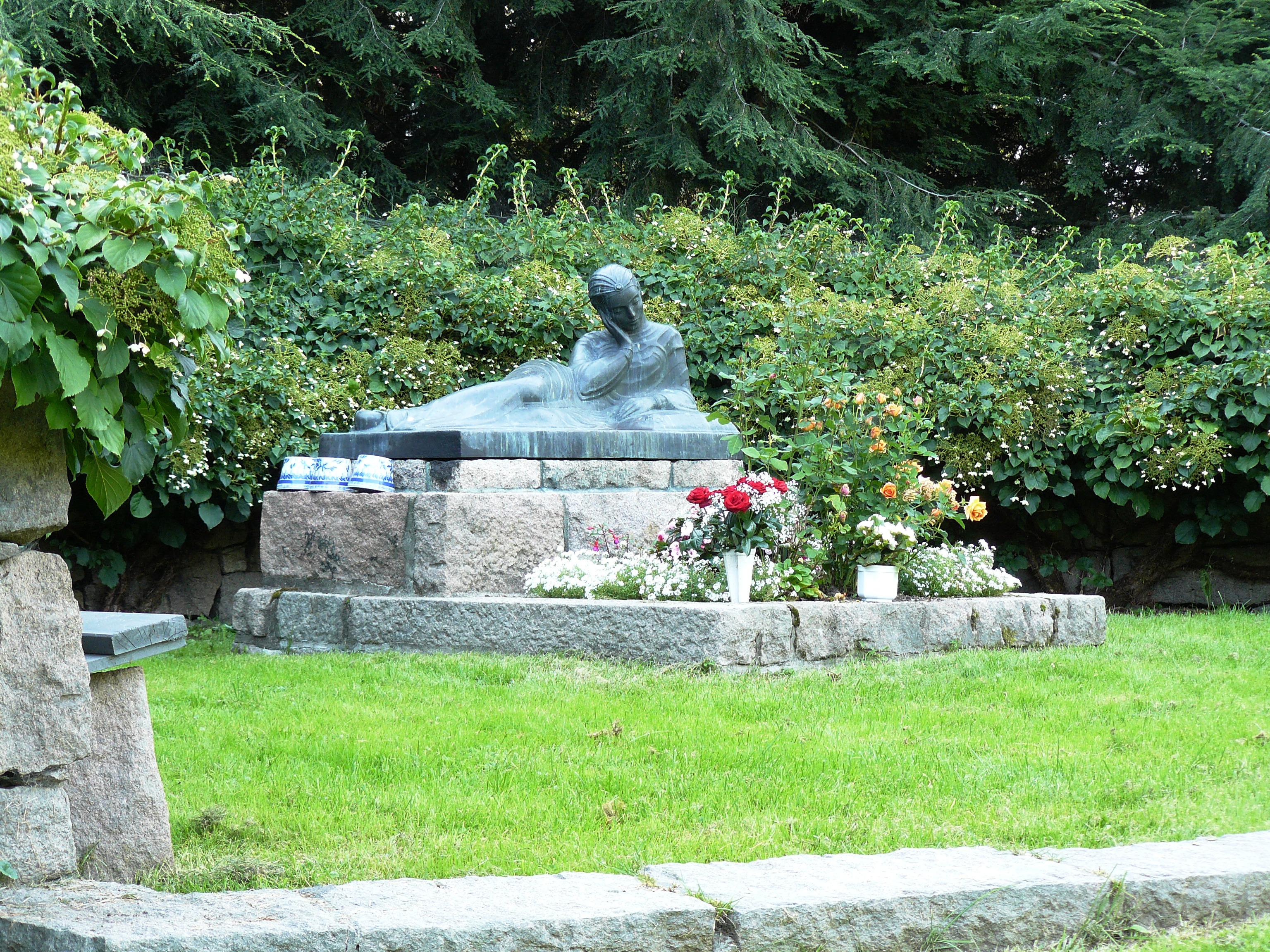
Monumentet Hvilende kvinne av Maria Vigeland står i Østre Aker kirkegårds minneslund på Ulven i Oslo.

Maria Vigeland, född 13 mars 1903 i Kristiania, (nuvarande Oslo), död 8 augusti 1983, var en norsk målare och skulptör.

## Gravkapell och altartavlor
Maria Vigeland har dekorerat flera gravkapell i Oslo och ett krematorium i Drammen. Hon har utfört altartavlor och flera målningar i Bredtvet fengsel. Hon har också utfört olika glasmålningar, bland annat i Lovisenberg kirke i Oslo (1946).
Maria Vigeland har utfört monumentet Hvilende kvinne som står i Østre Aker kirkegårds minneslund på Ulven i Oslo. På Camilla Colletts vei i Tønsberg står Maria Vigelands staty Piken med sjøpinnsvinet från 1954. I unga år studerade hon konst i Frankrike och Italien. Studierna fick särskilt stor betydelse för hennes glasmålningar. Hennes religiösa intresse förde henne i riktning mot kyrkokonsten.

## Familj
Maria Vigeland var dotter till den norske konstnären Emanuel Vigeland och brorsdotter till den norske konstnären och skulptören Gustav Vigeland. Hon var ogift och hade inga barn.